# Campeonato Paulista de Futebol de 1939
O Campeonato Paulista de Futebol de 1939 foi a 5.ª edição do campeonato organizado pela LFESP e é reconhecido como legítima edição do Campeonato Paulista de Futebol pela FPF.
Teve como campeão a equipe do Corinthians e o Palestra Itália, atual Palmeiras, como vice.
O artilheiro também foi da equipe do Corinthians, Teleco, com 32 gols.

## História
Disputado em pontos corridos, o Campeonato Paulista de 1939 teve o campeão Corinthians com seis pontos a mais que o vice-campeão Palestra Itália. 
O jogo decisivo que deu o título ao Corinthians foi disputado contra Santos, no estádio Estádio Alfredo Schürig, na antepenúltima rodada.
Com a conquista, o alvinegro chegou a mais um tricampeonato da competição.

## Participantes
- Comercial (São Paulo)
- Corinthians (São Paulo)
- Hespanha (Santos)
- Juventus (São Paulo)
- Palestra Itália (São Paulo)
- Portuguesa (São Paulo)
- Portuguesa Santista (Santos)
- Santos (Santos)
- São Paulo (São Paulo)
- São Paulo Railway (São Paulo)
- Ypiranga (São Paulo)

## Campanha do Campeão
- 21/05 Corinthians 6 X 0 Juventus
- 04/06 Corinthians 3 X 3 Palestra Itália
- 18/06 Corinthians 4 X 0 Hespanha
- 25/06 Corinthians 4 X 0 Comercial (SP)
- 09/07 Corinthians 5 X 1 Ypiranga
- 16/07 São Paulo 2 X 1 Corinthians
- 23/07 Corinthians 2 X 1 Portuguesa
- 13/08 Santos 0 X o Corinthians
- 20/08 São Paulo Railway 2 X 3 Corinthians
- 27/08 Corinthians 3 X 1 Portuguesa Santista
- 03/08 Juvnetus 0 X 3 Corinthians
- 17/09 Palestra Itália 0 X 1 Corinthians
- 01/10 Corinthians 6 X 0 Hespanha
- 08/10 Corinthians 4 X 0 Comercial (SP)
- 22/10 Corinthians 2 X 1 Ypiranga
- 29/10 Corinthians 1 X 0 Sâo Paulo
- 05/11 Portuguesa de Desportos 1 X 5 Corinthians
- 31/12 Corinthians 4 X 1 Santos
- 07/01/1940 Corinthians 2 X 1 São Paulo Railway
- 21/01/1940 Portuguesa Santista 2 X 4 Corinthians

## Jogo do título[5]
| 31 de dezembro de 1939 | Corinthians            | 4–1   | Santos | Alfredo Schürig, São Paulo, SP |
| 16:00                  | Teleco , · Carlinhos , | Ficha | Raul   | Árbitro: Antônio Janeiro       |

Corinthians: Joel; Jango, Dedão, Sebastião e Brandão; Munhoz, Lopes, Servílio e Teleco; Joane e Carlinhos. Técnico: Armando Del Debbio
Santos: Talladas; Neves, Vanderlino, Figueira e Gradim; Laurindo, Bazzoni, Moran e Raul; Remo e Tom Mix. Técnico: Isaac Goldenberg

## Classificação final
| Classificação - Final | Classificação - Final  | Classificação - Final | Classificação - Final | Classificação - Final | Classificação - Final | Classificação - Final | Classificação - Final | Classificação - Final | Classificação - Final |
| Pos | Time                   | PG                    | J                     | V                     | E                     | D                     | GP                    | GC                    | SG                    |
| --- | ---------------------- | --------------------- | --------------------- | --------------------- | --------------------- | --------------------- | --------------------- | --------------------- | --------------------- |
| 1 | Corinthians            | 36                    | 20                    | 17                    | 2                     | 1                     | 63                    | 16                    | 47                    |
| 2 | Palestra Itália        | 30                    | 20                    | 13                    | 4                     | 3                     | 56                    | 25                    | 31                    |
| 3 | Portuguesa             | 26                    | 20                    | 12                    | 2                     | 6                     | 41                    | 33                    | 8                     |
| 4 | São Paulo Railway      | 24                    | 20                    | 11                    | 2                     | 7                     | 49                    | 41                    | 8                     |
| 5 | São Paulo              | 21                    | 20                    | 10                    | 1                     | 9                     | 41                    | 28                    | 13                    |
| 6 | Santos                 | 20                    | 20                    | 8                     | 4                     | 8                     | 35                    | 33                    | 2                     |
| 7 | Juventus               | 17                    | 20                    | 7                     | 3                     | 10                    | 33                    | 37                    | -4                    |
| 8 | Hespanha               | 14                    | 20                    | 5                     | 4                     | 11                    | 28                    | 46                    | -18                   |
| 9 | Portuguesa Santista    | 12                    | 20                    | 6                     | 0                     | 14                    | 32                    | 54                    | -22                   |
| 10 | Comercial de São Paulo | 11                    | 20                    | 4                     | 3                     | 13                    | 23                    | 64                    | -41                   |
| 11 | Ypiranga               | 9                     | 20                    | 4                     | 1                     | 15                    | 27                    | 51                    | -24                   |
| PG - Pontos Ganhos; J - Jogos; V - Vitórias; E - Empates; D - Derrotas; GP - Gols Pró; GC - Gols Contra; SG - Saldo de Gols |                        |                       |                       |                       |                       |                       |                       |                       |                       |

## Premiação
| Campeão Paulista de 1939 |
| ------------------------ |
| CORINTHIANS (11º título) |